# Jerry Jones
Jerral "Jerry" Wayne Jones (ur. 13 października 1942) – amerykański przedsiębiorca; właściciel i manager drużyny futbolu amerykańskiego Dallas Cowboys w National Football League.

## Wczesne życie
Jones urodził się w Los Angeles w Kalifornii. Jego rodzina przeniosła się do North Little Rock, kiedy był jeszcze niemowlęciem. Uczęszczał do college'u w University of Arkansas, na którym przynależał do Sigma Kappa.
Po ukończeniu studiów w 1965 roku został zatrudniony jako wiceprezes w Modern Security Life w Springfield.

## Dallas Cowboys
W dniu 25 lutego 1989 roku, Jones kupił Dallas Cowboys za 140 milionów dolarów. Spośród amerykańskich właścicieli drużyn sportowych, jest on uważany za jeden z najbardziej zaangażowanych w swój zespół. Można go zauważyć podczas większości meczów Cowboysów.

## Życie prywatne
Jerry Jones poślubił Gene Jones, z którą ma troje dzieci: Stephen, Charlotte i Jerry Jr. Stephen (ur. 21 lipca 1964) jest absolwentem University of Arkansas i jest wiceprezesem Dallas Cowboys. Charlotte (ur. 26 lipca 1966) ukończyła Stanford i pracuje dla Dallas Cowboys. Jerry, Jr (ur. 27 września 1969) ukończył prawo na Uniwersytecie Georgetown. Jones ma także dziewięcioro wnuków.